# Gubernia da Pequena Rússia (1764–1781)
O Primeiro Gubernia da Pequena Rússia (em russo:  Малороссiйская Губернiя) ou Governo de Malorossia foi criado pelas autoridades russas em 1764-1765 após a abolição do Hetmanato em terras cossacas incorporadas ao Império Russo. O Gubernia da Pequena Rússia foi governado por Pedro Rumiantsev.
Com outra reforma administrativa de 1781, o gubernia e suas subdivisões, os regimentos, foram extintos e substituídos por vice-reinos (namestnichestvo) divididos em condados (uezdes).

## Subdivisões
O gubernia foi formado em 1764 a partir de 10 regimentos do Hetmanato, que eram equivalentes a condados (uezdes).
- Regimento Starodub (1663-1782);
- Regimento de Quieve;
- Regimento Pereiaslav;
- Regimento Nizhin;
- Regimento de Chernihiv;
- Regimento Priluki;
- Regime de Lubni;
- Regimento Mirhorod;
- Regimento Hadiache;
- Regimento Poltava.

De 1765 a 1773 o centro administrativo foi Glukhov, em 1773 o centro foi transferido para Kozelets, e em 1775 para Quieve.
No outono de 1781, o Gubernia da Pequena Rússia foi abolido e dividido nos vice-reinos de Novgorod-Severski, Chernigov e Quieve.

## Brasão de Armas

Cossaco com mosquete, brasão oficial do Hetmanato Cossaco.

Até 1767, o brasão de armas do gubernia era o Cossaco com mosquete quando foi substituído pela Águia russa de duas cabeças.